# Janne Ojanen
Janne Juhani Ojanen (* 9. April 1968 in Tampere) ist ein ehemaliger finnischer Eishockeyspieler und derzeitiger -trainer, der in seiner aktiven Zeit von 1985 bis 2010 unter anderem für Tappara Tampere in der SM-liiga und die New Jersey Devils in der National Hockey League gespielt hat.

## Karriere
Er begann seine Profikarriere 1985 bei Tappara Tampere und wurde beim NHL Entry Draft 1986 von den New Jersey Devils in der dritten Runde als 45. gezogen. Ojanen blieb noch zwei Jahre in Finnland, bevor er den Sprung nach Nordamerika wagte. Zuvor holte er aber noch mit der finnischen Nationalmannschaft olympisches Silber bei den Olympischen Spielen 1988 in Calgary.
Die Saison 1988/89 verbrachte er zumeist beim Farmteam der Devils, den Utica Devils in der American Hockey League. Nur dreimal kam er in der NHL zum Einsatz. Die folgende Saison spielten er durchgängig mit den New Jersey Devils in der NHL.
Es folgten zwei Spielzeiten in Finnland, die er wieder bei Tappara verbrachte und erst zu den NHL Playoffs der Saison 1991/92 kehrte er nach New Jersey zurück. Er startete in der nächsten Saison wieder bei einem Farmteam, den Cincinnati Cyclones in der International Hockey League, war dann aber noch 31 Spiele für die Devils aktiv, bevor er sich 1993 endgültig für eine Rückkehr nach Europa entschied.
Bei den Olympischen Spielen 1994 in Lillehammer holte er die Bronzemedaille mit dem finnischen Team.
Seine Zeit in Finnland verbrachte er stets bei Tappara unterbrach diese einmal für ein Playoff Spiel in der Schweiz mit dem HC Lugano 1995 und für zwei Spielzeiten von 1996 bis 1998 in der schwedischen Elitserien bei Malmö IF.
In der finnischen Liga ist er zeitlebens Spieler von Tappara Tampere gewesen. Von Herbst 2000 bis zum Ende seiner aktiven Laufbahn (2009/10) war er Kapitän der Mannschaft. Am 28. November 2009 übernahm er die Führung in der ewigen Topscorer-Wertung der finnischen SM-liiga. Im Anschluss an die Saison 2009/10 beendete er seine Karriere. Ihm zu Ehren wird bei Tappara Tampere die Rückennummer 8 nicht mehr vergeben.
In der Spielzeit 2011/12 war Ojanen als Assistenztrainer bei seinem langjährigen Stammverein Tappara Tampere tätig.